# Акоев, Василий Денгизович

Мемориальная доска на фасаде дома № 3 по улице Мамсурова, Владикавказ

Василий Денгизович Акоев (1 июня 1928 года, село Дигора — 1 февраля 2003 года, Владикавказ, Северная Осетия) — осетинский поэт, советский партийный, хозяйственный и общественный деятель, первый секретарь Ирафского (1959—1963) и Дигорского (1965 — ?) райкомов КПСС.

## Биография
Родился в 1928 году в крестьянской семье в селе Христиановское (сегодня — город Дигора). Окончил среднюю школу № 1 в Дигоре. В 1952 году окончил Горский сельскохозяйственный институт. Трудился главным агрономом в Комсомольской МТС Ирафского района. С 1955 года — директор Алагирской МТС. Член КПСС. В 1957 году избран секретарём Алагирского райкома КПСС. С 1957 году обучался в Высшей партийной школе при ЦК КПСС, по окончании которой в 1959 году был избран первым секретарём Ирафского райкома партии. С 1963 по 1965 года — начальник Дигорского производственного колхозно-совхозного управления. С 1965 года — первый секретарь Дигорского райкома КПСС.
С 1976 года — председатель Госкомитета Северной Осетии по производственно-техническому обслуживанию.
Избирался делегатом XXV съезда КПСС, в течение 35 лет — депутатом Верховного Совета Севро-Осетинской АССР, председателем Госкомитета СО АССР по производственно-техническому обеспечению сельского хозяйства, членом Президиума и заместителем председателя Верховного Совета Северо-Осетинской АССР.
Написал романы в стихах на дигорском диалекте осетинского языка «Борис и Ранета» (издано в 2006 году) и «Барина».
Память
4 июня 2018 года на доме № 3 по улице Мамсурова во Владикавказе, где с 1977 по 2003 года проживал Василий Акоев, установлена мемориальная доска.
Награды
- Орден Октябрьской Революции
- Орден Трудового Красного Знамени — трижды
- Почётный гражданин города Дигора (1989)[3].